# Gynophore
Un gynophore est un axe, présent dans les fleurs de certaines espèces, qui résulte du prolongement intrafloral du pédoncule de la fleur, entraînant la surélévation du pistil par rapport au réceptacle floral. Le gynophore de l'arachide poursuit son développement après la fécondation, se courbe et permet aux fruits de s'enterrer.

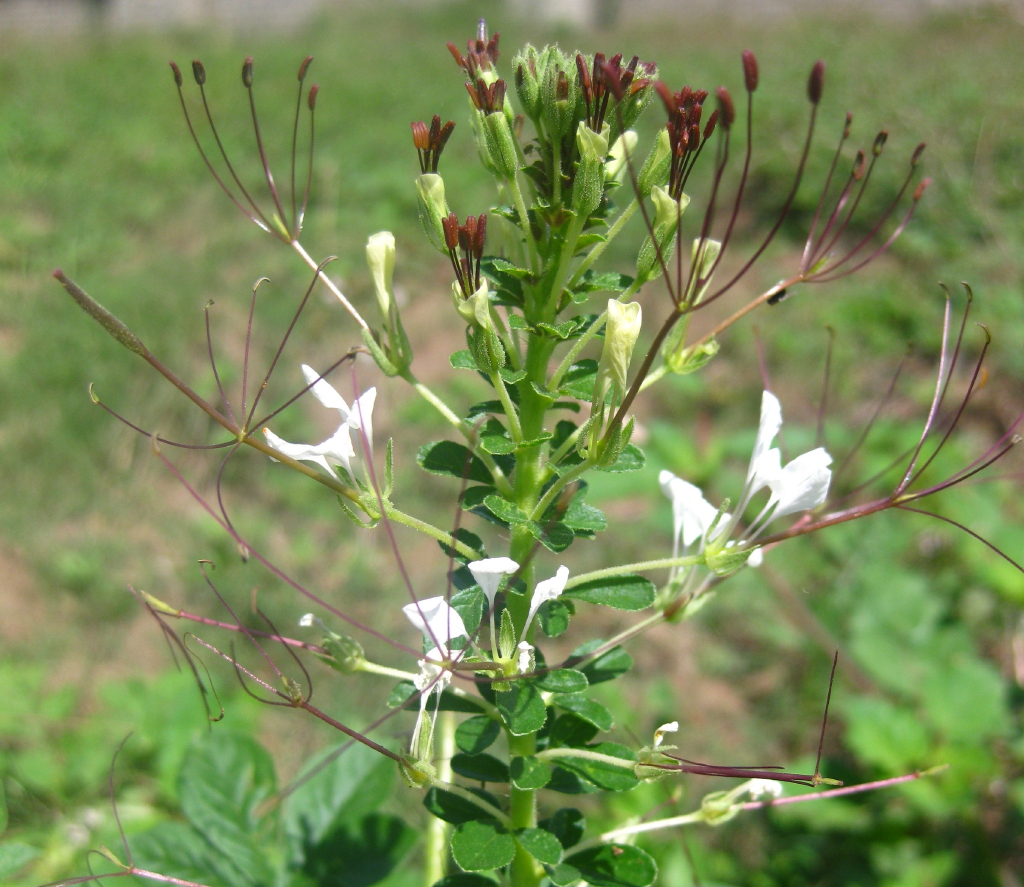
Gynophore (milieu, fleur gauche) d'une Cleome gynandra.
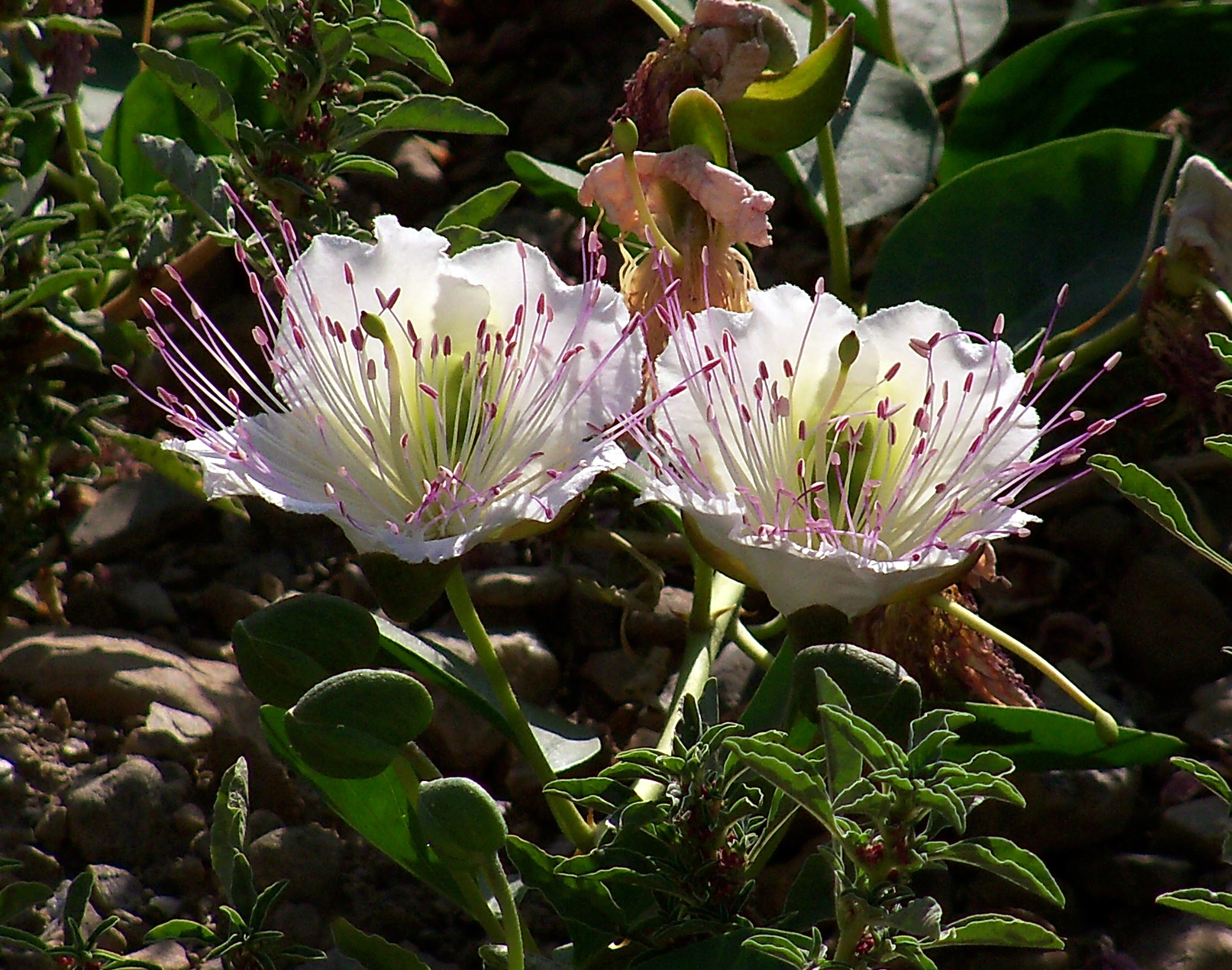
Gynophore d'un plant de câprier.
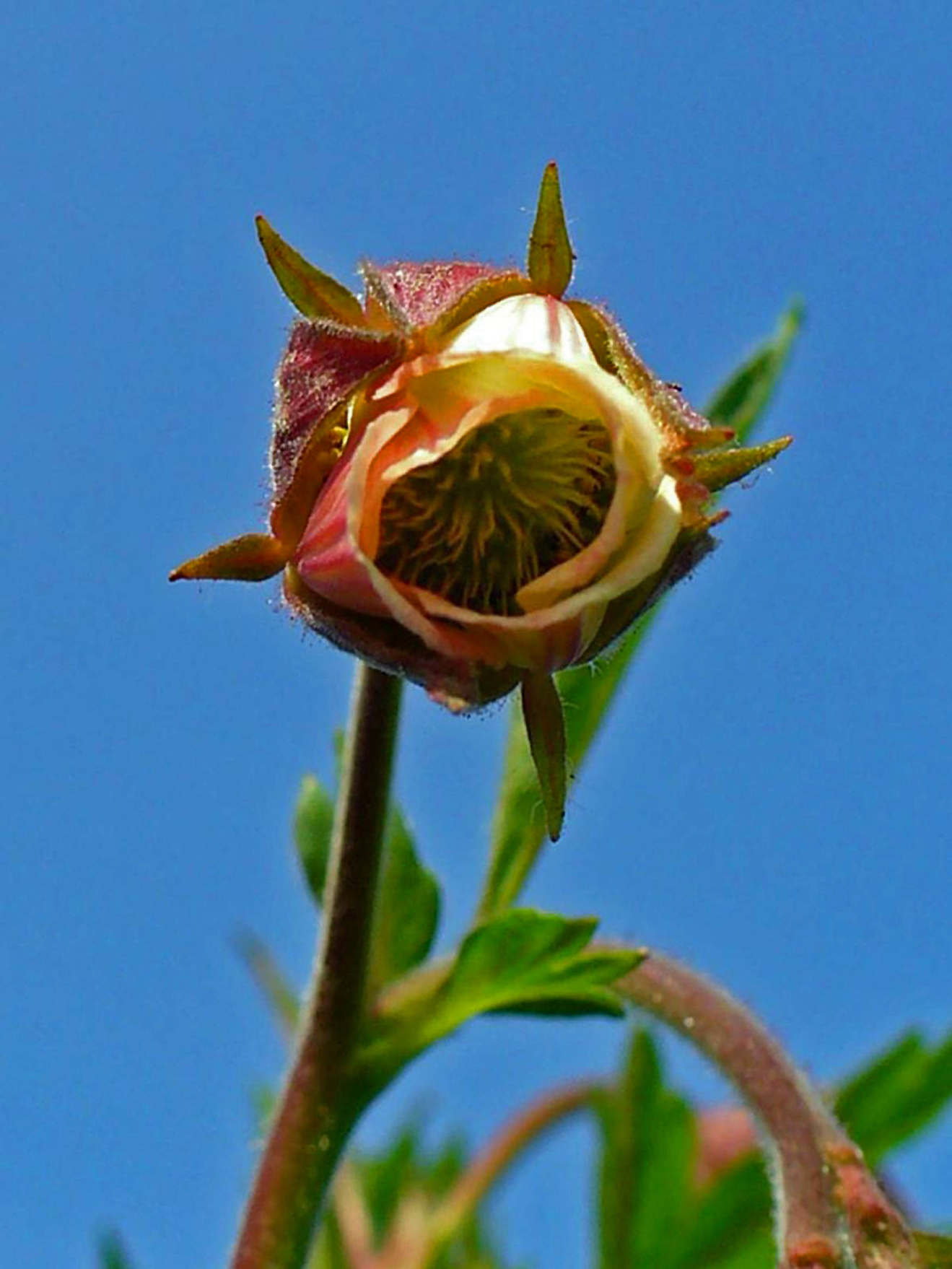
Benoîte des ruisseaux (Geum rivale).
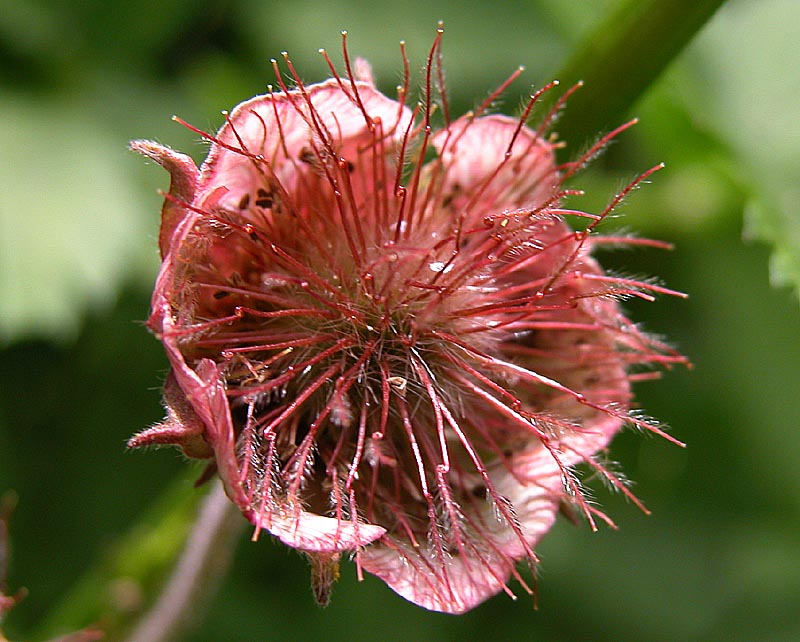
Gynophore d'une benoîte (Geum rivale).
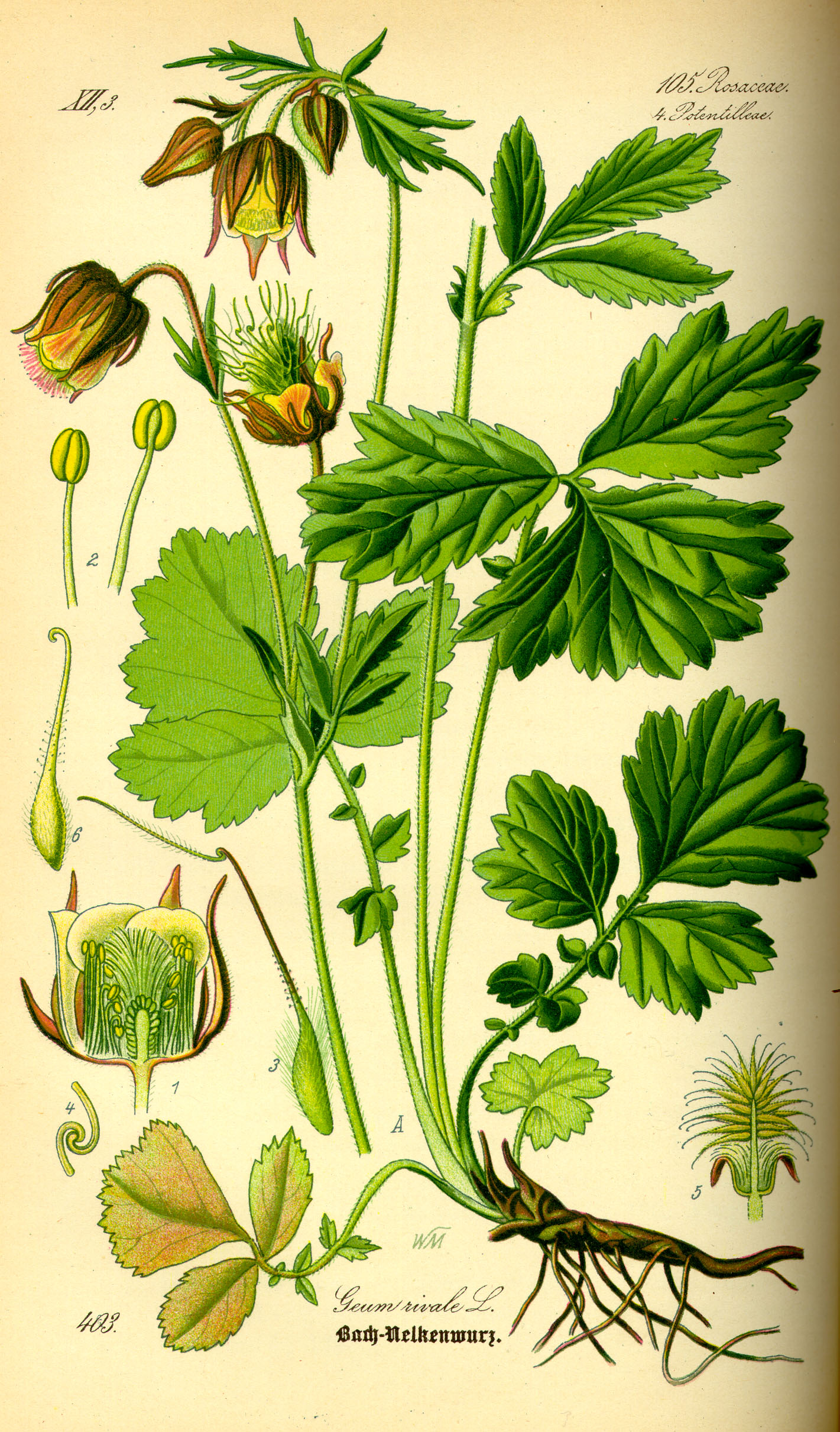
Gynophore de la benoîte (n° 5).
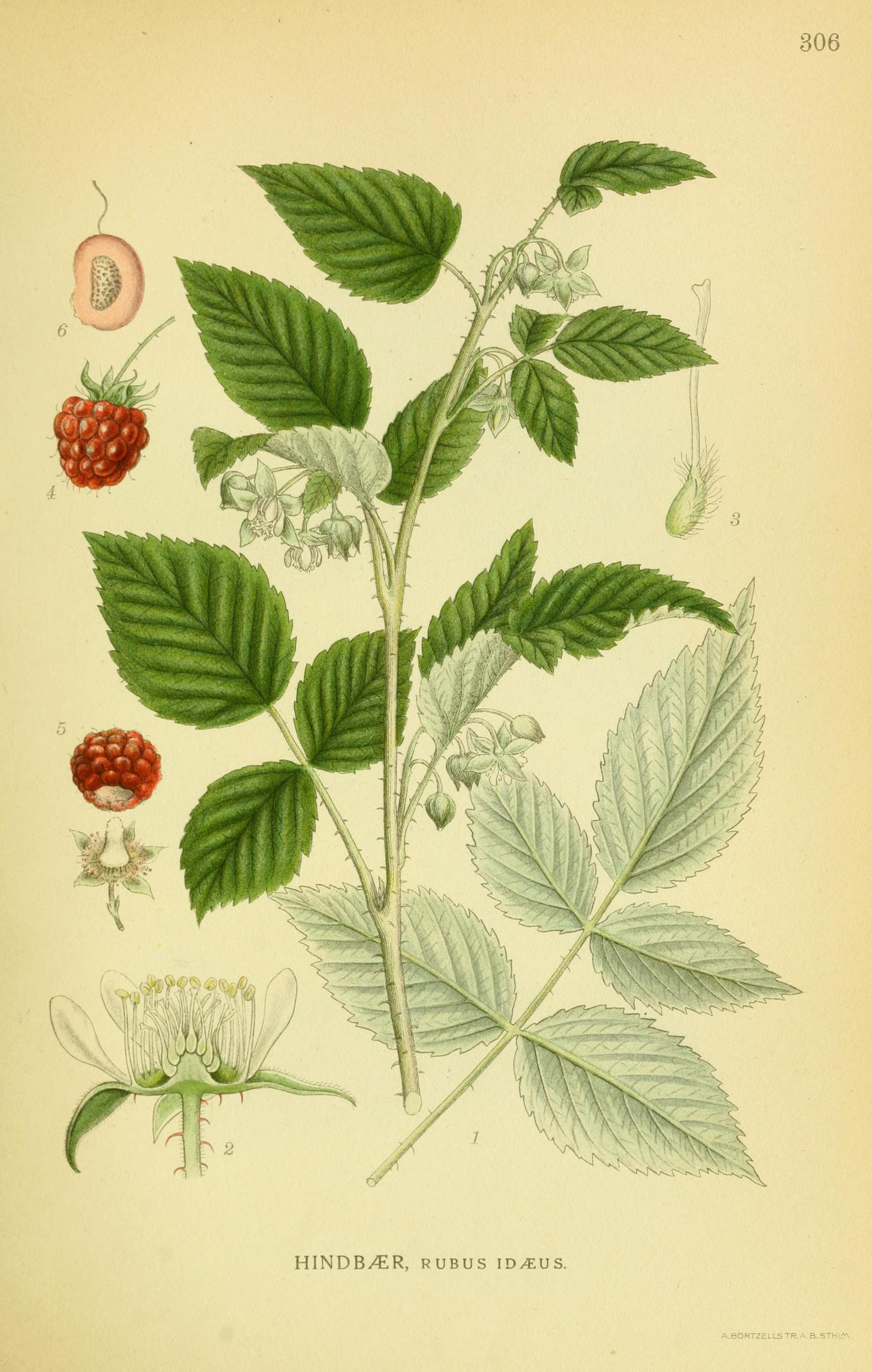
Framboisier : quand la framboise mûre est détachée, le gynophore conique reste sur le calice (n° 5).